# Vinnie Vincent Invasion
Die Vinnie Vincent Invasion war eine Glam-Metal-Band, die sich 1985 um den ehemaligen Kiss-Gitarristen Vinnie Vincent gegründet hatte und bis 1988 existierte.

## Geschichte
Vinnie Vincent, der Ace Frehley bei Kiss nachgefolgt war, wollte 1985 eine Solokarriere starten und nahm daher unter anderem mit Ex-Journey-Sänger Robert Fleischman einige Stücke auf. Durch Vermittlung durch den Manager George Sewitt führten sie zu einem Vertrag über vier Millionen US-Dollar und acht Alben mit der Plattenfirma Chrysalis. Zur Gruppe gehörten neben Fleischman und Vinnie Vincent noch Dana Strum (Bass) und Bobby Rock (Schlagzeug).
Besonderes Merkmal der 1986 erschienenen ersten Platte seiner neuen Band, die recht schnell in den Billboard 200 notiert wurde, sich 29 Wochen dort hielt und Platz 64 erreichte, waren die sehr schnellen Gitarrensoli und die markante Falsett-Stimme Fleischmans, welcher jedoch nach der Veröffentlichung des ersten Albums durch Mark Slaughter ersetzt wurde. Grund dafür war, dass Fleischman kein Interesse daran hatte, mit der Gruppe auf Tournee zu gehen und deshalb auch keinen Vertrag mit der Gruppe eingegangen war (ein Trick, den Bandleader Vinnie Vincent bei Kiss ebenfalls angewandt hatte). Die Gruppe bestritt ihre erste Tournee im Vorprogramm von Alice Cooper auf dessen Constrictor/The Nightmare Returns-Tournee, später begleitete sie Iron Maiden auf deren Somewhere on Tour-Tournee.
Das zweite Album der Gruppe, All Systems Go, präsentierte Mark Slaughter als Sänger. Auch diese Platte erreichte Platz 64, hielt sich aber noch zwei Wochen länger in den Billboard 200 als der Vorgänger. Der Titel Love Kills wurde für den Soundtrack von A Nightmare on Elm Street 4 - The Dream Master zur Verfügung gestellt. Nach dem Erscheinen des Longplayers ging die Gruppe im Juli 1988 auf Tournee, trennte sich jedoch sofort nach dem Konzert in Anaheim am 26. August 1988. Drummer Bobby Rock führte dies in einem Interview auf »Reibungen und Missverständnisse zwischen (Bandleader) Vinnie Vincent und dem Rest der Gruppe« zurück. Strum und Slaughter gründeten anschließend die Formation Slaughter, Bobby Rock schloss sich der Gruppe Nitro und später Nelson an.
Vinnie Vincents Versuch, eine neue Besetzung für ein drittes Album zu finden, scheiterte. Zwar kehrte der Sänger Fleischman für kurze Zeit zurück, und der bis dahin unbekannte Drummer Andre Labelle stieß zur Band, jedoch gelang es nicht, einen Bassisten zu finden. Chrysalis Records kündigte 1989 den Schallplattenvertrag, Vincent meldete nur zwei Monate später die Privatinsolvenz an. Er veröffentlichte noch eine EP (Euphoria) unter eigenem Namen, auf der Fleischman wieder sang, verschwand danach jedoch aus dem Licht der Öffentlichkeit.

## Diskografie
- 1986 Vinnie Vincent Invasion
- 1988 All Systems Go